# Vysokovsk
Vysokovsk (in russo Высоковск?) è una cittadina della Russia europea centrale, compresa nell'oblast' di Mosca e situata 99 km a nord-ovest della capitale, sul fiume Vjaz; era compresa nel distretto di Klin.
Sorge nel 1879 come insediamento operaio, parallelamente alla costruzione di una fabbrica tessile; ottiene status di città nel 1940.

## Società

### Evoluzione demografica
Fonte: mojgorod.ru
- 1897: 3.700
- 1926: 8.100
- 1939: 11.500
- 1959: 11.100
- 1979: 11.400
- 1989: 11.600
- 2002: 10.950
- 2007: 10.700